# Organo del Duomo di Modigliana

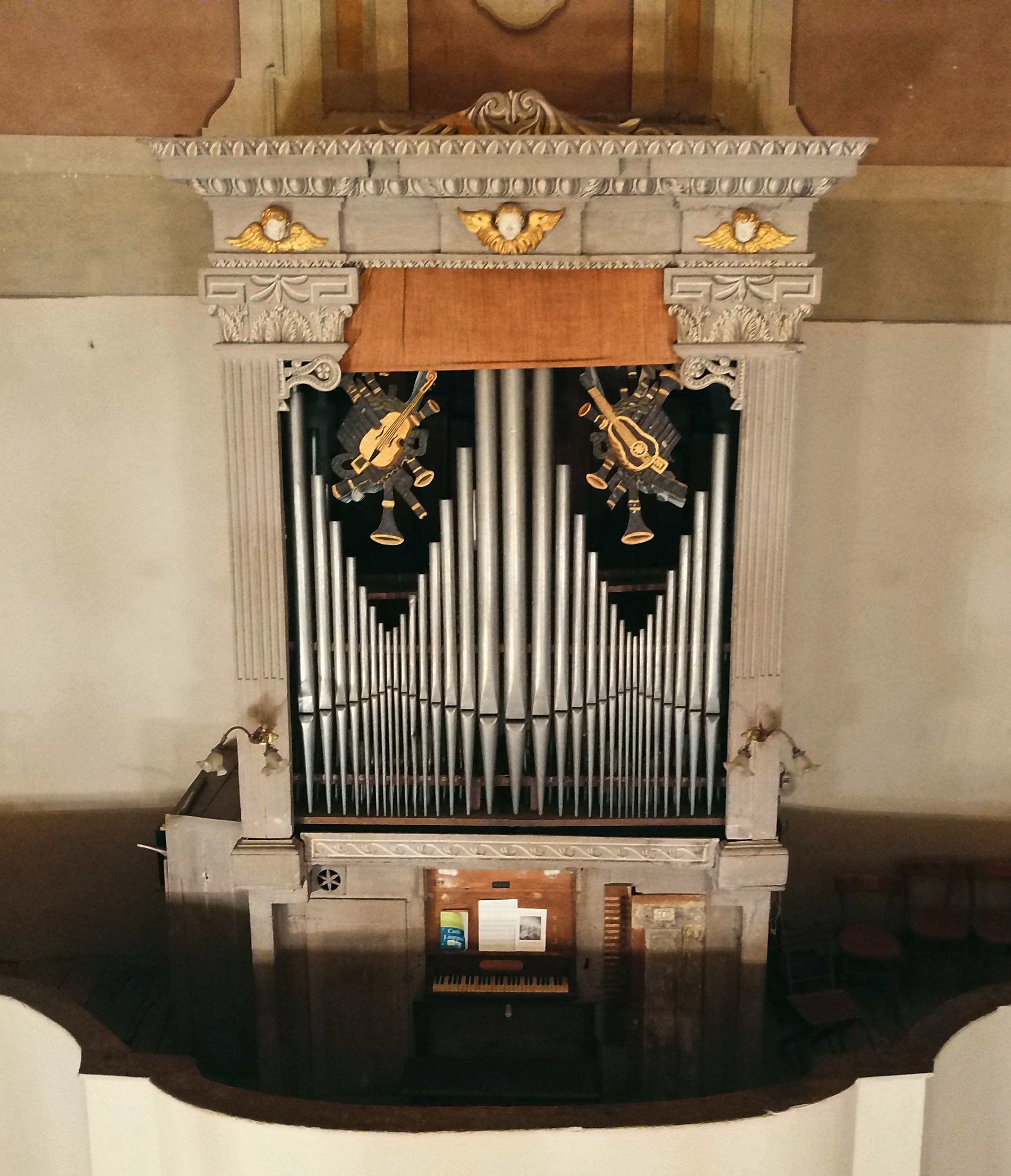
Organo Giosuè Agati Duomo Modigliana

L'attuale organo del Duomo di Modigliana è stato costruito da Giosué Agati (Pistoia 1770-1847) e figli, Nicomede e Giovanni, nel 1826, opus 162, così come recita il cartiglio che si trova in fondo alla segreta del somiere maestro di sinistra (il somiere maestro è diviso in due sezioni): Josue, Nicomedes et Joannes Agati Pater et Filii Pistorienses de novo construxerunt anno Domini 1826, Priore Andrea Ang.Fognani. n.162.

## Storia
Nell'archivio diocesano di Faenza risultano carte che recano la data del 1614 dove il Giureconsulto Filippo Borghi del Casato Borghi di Modigliana acquista un organo a Bologna per la Pieve di Santo Stefano Papa di Modigliana, non ancora cattedrale perché lo diverrà solo nel 1850 con la Bolla di Papa Pio IX che erigerà la diocesi di Modigliana.
Intermediario fu un certo Don Angelo Gabrielli di Bologna che nel rilasciare la ricevuta di avvenuto pagamento, si firma pure, Monaco in San Procolo. A San Procolo di Bologna Malamini Baldassarre, nel 1580, costruisce l'organo che è la sua prima opera documentata e del quale curò la manutenzione fino al 1614, anno della sua morte. Il lavoro più significativo del Malamini è tuttavia l'organo monumentale costruito nel 1596 per la Basilica di San Petronio a Bologna mentre sul lato destro del Presbiterio c'è il capolavoro di Lorenzo di Giacomo da Prato, il più antico organo d'Italia.
È bene precisare che nelle carte non vi è alcun riferimento al Malamini.
L'unica descrizione di quel primo organo la troviamo molti anni dopo, nel 1752, estratta dal Libro degli Statuti del Comune di Modigliana dove si riferisce: a cornu evangelii, si trova la sacrestia ...l'organo (buono) di sette registri con sua orchestra dorata e dipinta con ornamenti.
Nel 1826 Giosuè Agati e i figli, Nicomede e Giovanni, intervengono radicalmente ricostruendo, ex novo, la parte fonico-strumentale dello strumento e conseguentemente modificando ed ampliando la preesistente cassa armonica. A conferma della ricostruzione, il cartiglio su ricordato riferisce pure delle modalità d'intervento: de novo construxerunt.
Pertanto si procedette alla modifica della facciata (o prospetto di facciata) che originariamente era di due o forse tre campate ad un'unica campata, insieme ad un aumento della profondità della cassa armonica causa i nuovi volumi d'ingombro dovuti al rifacimento e ricostruzione di un nuovo complesso fonico-strumentale, più grande, con più canne e di tre mantici a cuneo.
La ricostruzione e l'aumento considerevole dei registri cosiddetti concertanti (che imitano gli strumenti a fiato dell'orchestra)  accontentava le richieste della clientela del tempo ed il periodo storico. Siamo in pieno Romanticismo e le caratteristiche dei registri spezzati della Scuola Pistoiese che assecondavano l'intero arco orchestrale,  offrivano più adeguata esecuzione alle arie e ai larghi cantabili nell'epoca d'oro del Melodramma.
Per gli Agati la costruzione dell'organo fu anche il loro canto del cigno perché negli anni a venire non vennero più invitati a Modigliana. A loro posto nella manutenzione dell'organo del Duomo si fece ricorso all'altra famiglia rivale di Pistoia, i Tronci.
Nel 1858, dopo l'insediamento del primo vescovo di Modigliana Mons. Mario Melini avvenuto nel 1854, è convocato Cesare Tronci (Pistoia 1827-1874) per restaurarlo intieramente.
Altro Tronci, il fratello Luigi (Pistoia 1823-1911), scrive sul legno interno della cassa armonica di averlo restaurato, assieme al figlio Antonio, nell'agosto del 1892.
Nel 1902, Modigliana non più legata al Granducato di Toscana per i suoi bisogni guarda sempre più ad est, verso la vallata della Via Emilia, più agibile. È da questo versante, da Bologna, che viene Adriano Verati. Allievo e continuatore del padre Alessio. Svolse la sua attività nel Bolognese, in Romagna, nelle Marche fino in Abruzzo. A Bologna, dopo il genitore, fu manutentore ufficiale degli organi della Basilica di San Petronio. La sua adesione agli indirizzi della Riforma Ceciliana lo portò tuttavia ad adottare criteri e metodi della confezione industriale. È sicuramente l'autore di profonde modifiche all'organo del Duomo. La sostituzione del manuale, della pedaliera e l‘asportazione di quasi tutte le canne ad ancia (le concertanti). Al posto di quest'ultime l'inserimento di nuove canne violeggianti ed oscillanti, di fattura industriale, di zinco.
Nel 1938, Ino Savini (all'anagrafe Savino Savini) che poi si rivelerà nel dopoguerra, un grande Direttore d'Orchestra, conosciuto in tutto il Mondo, ripara l'organo del Duomo perché titolare di un'azienda che ripara pianoforti ed organi, ereditata dal genitore. Forse ha sostituito i tre mantici a cuneo con uno solo a lanterna.

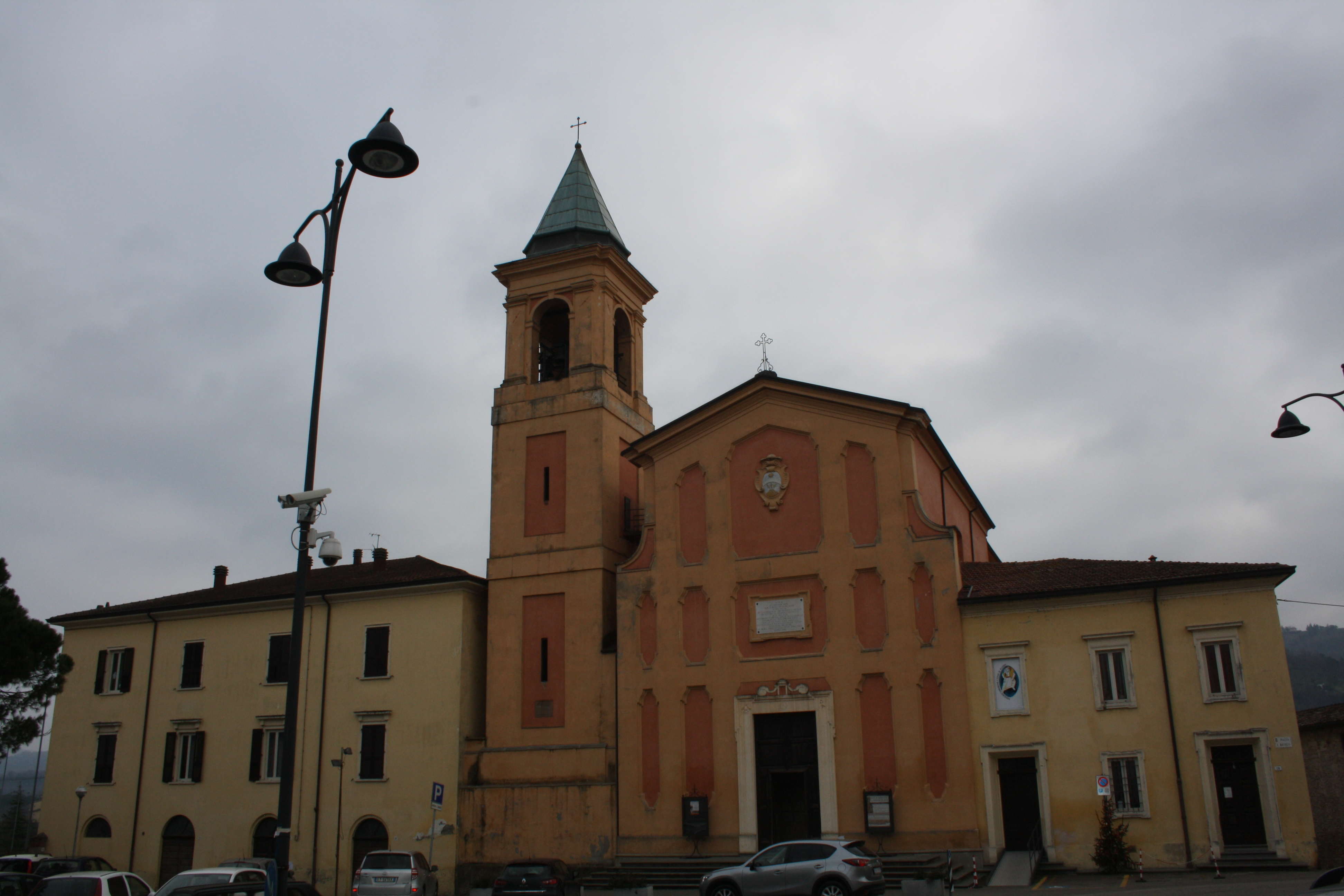
Duomo di Modigliana

Infine nel 1949 l'adozione dell'elettroventilatore con l'intervento dell'Organaro Gaetano Baldelli di Pesaro.

## Descrizione e Caratteristiche Tecniche
- Prospetto di facciata costituito da 33 canne di stagno fine del Principale 8' (Re₁ a Do#₄), in campata unica con cuspide centrale affiancata da ali laterali, 8-17-8, con labbro superiore a mitra e con bocche non allineate con andamento contrario alla lunghezza delle canne. Canna centrale corrispondente al RE₁ del Principale Bassi. Le canne sono ancorate ad una legatura lignea posteriore per mezzo di maggette di piombo. La facciata, tra le canne e la trabeazione, è completata a riempimento da fregi ritagliati in legno e dipinti a falso rilievo con strumenti musicali e una tenda quaresimale a sipario avvolgibile su subbio ligneo. Probabile dotazione originaria di canne poco più di 900.
- Tastiera, non originale, in consolle a finestra, di 54 tasti ad estensione DO₁-FA₅, cromatica, delimitata da modiglioni curvilinei in noce, con frontale e cornici di noce. Leve in abete con tasti diatonici ricoperti in osso e frontalini lisci della stessa essenza, cromatici in ebano.
- Pedaliera, non originale, dritta-distesa di 24 tasti di noce e castagno (DO₁-SI₂ cromatica). Ricalca ancora l'ambito originale di sole 12 note reali così che la seconda ottava richiama la prima. È costantemente unita al manuale ed è dotata di un registro di Contrabbassi. Nel vano della pedaliera sono collocati due pedaletti, non originali: il Rollante, pedaletto di metallo sopra la pedaliera a destra e il Tirapieno, pedalone di legno sul lato destro.
- Trasmissione meccanica della tastiera al somiere maestro, originale, di tipo verticale e “sospesa”, munita di 50 catenacci di ferro legati in ottone a strangolo, su tavola di gattice. Idem al somiere dei Contrabbassi. Somiere maestro, originale, a due sezioni separate del tipo a “tiro”.
- Registri originari n. 22 ma comandati da 17 pomoli originali di bosso torniti, posti in colonna verticale a destra del manuale, identificati da etichette a stampa non originali ed in parte aggiornate a mano:

### Disposizione fonica
| Attuale disposizione fonica | Probabile disposizione fonica originaria |
| --- | --- |
| 1 Principale Basso 2 Principale Soprano 3 Ottava 4 p. 4 Decimaquinta 5 Decimanona 6 Vigesimaseconda 7 Vigesimasesta e nona 8 Trombe Soprani 9 Trombe Bassi 10 Cornetto (4 file) 11 Flautino 4 p. 12 Ottavino Soprani Undamaris Bassi 13 Ottavino Soprani 14 Traversiere Soprani Viola Soprani 15 Abraso 16 Abraso: Viola Bassi 17 Abraso: Undamaris Soprani 18 Chiuso 19 Chiuso 20 Chiuso 21 Chiuso 22 Chiuso | 1 Principale Bassi 2 Principale Soprani 3 Ottava 4 Decimaquinta 5 Decimanona 6 Vigesimaseconda 7 Vigesimasesta e nona 8 Trombe Soprani 9 Trombe Bassi 10 Cornetto Bassi 4 file 11 Cornetto Soprani 3 file 12 Flauto in VIII (da DO₂) 13 Ottavino Bassi 14 Flauto Traverso diviso 15 Corno Bassetto 16 Clarone 17 Corno Inglese 18 Voce Angelica Soprani 19 Corno Dolce Soprani 20 Flautone 21 Decimino Soprani 22 Nasardo Bassi |

- Divisione Bassi/Soprani: FA₃-FA#₃.
- Effetti Speciali e accessori: Timpano (2+3 canne di legno oggi collegate con un unico meccanismo); Tirapieno (ricostruito); Contrabbassi (sempre inseriti).
- Mantice a lanterna, non originale, a pieghe compensate del tipo Cummins, dotato di 2 pompe azionate a stanga e alimentato da un elettroventilatore con caricamento automatico, collocato nel basamento dello strumento.
- Corpo fonico inserito all’interno di una cassa lignea autonoma in forma di edicola e basamento ampliato sul lato sinistro con un cassone dove è ancora alloggiata una leva, a scorrimento verticale, per l’alimentazione manuale dell’aria. Edicola che si sopraeleva di ben 5,50 mt. Fornice caratterizzato da paraste laterali, formate da colonne rudentate con modanature a bastoncino, sormontate da capitelli corinzi sagomati e dipinti. Trabeazione culminante con una doppia cornice rifinita con ovoli e foglie di acanto e un fregio con tre cherubini in altorilievo, dorati. A coronamento una piccola cimasa aggettante dalla parte interna della trabeazione, non visibile dal piano terra, dipinta con volute grigio-bianco. Cassa ridipinta a temperone, color cilestrino, con decorazioni in bianco e grigio[5].